# Monument d'Ancyre

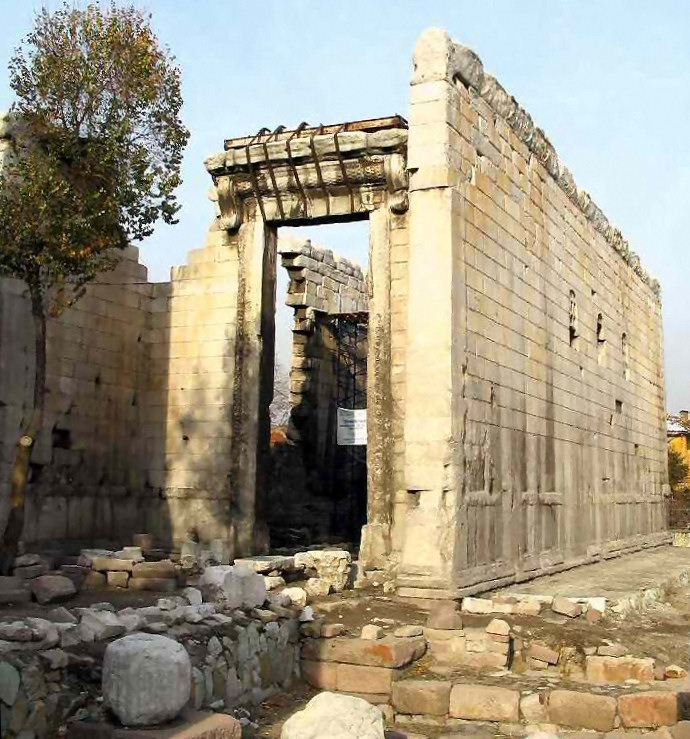
Ruines du temple d'Auguste et de Rome à Ankara (Turquie).

On appelle communément Monument d'Ancyre le temple d'Auguste et de Rome à Ancyre (aujourd'hui Ankara, en Turquie). Il est connu surtout par l'inscription gravée sur ses murs, qui est la copie la plus complète des Res gestae diui Augusti.

## Construction
Ancyre est devenue en 25 av. J.-C. la capitale de la nouvelle province romaine de Galatie. Dans les années qui suivirent, on y édifia le temple d'Auguste et de Rome.
Après la conquête turque, le temple fut converti en mosquée.

## LesRes gestae

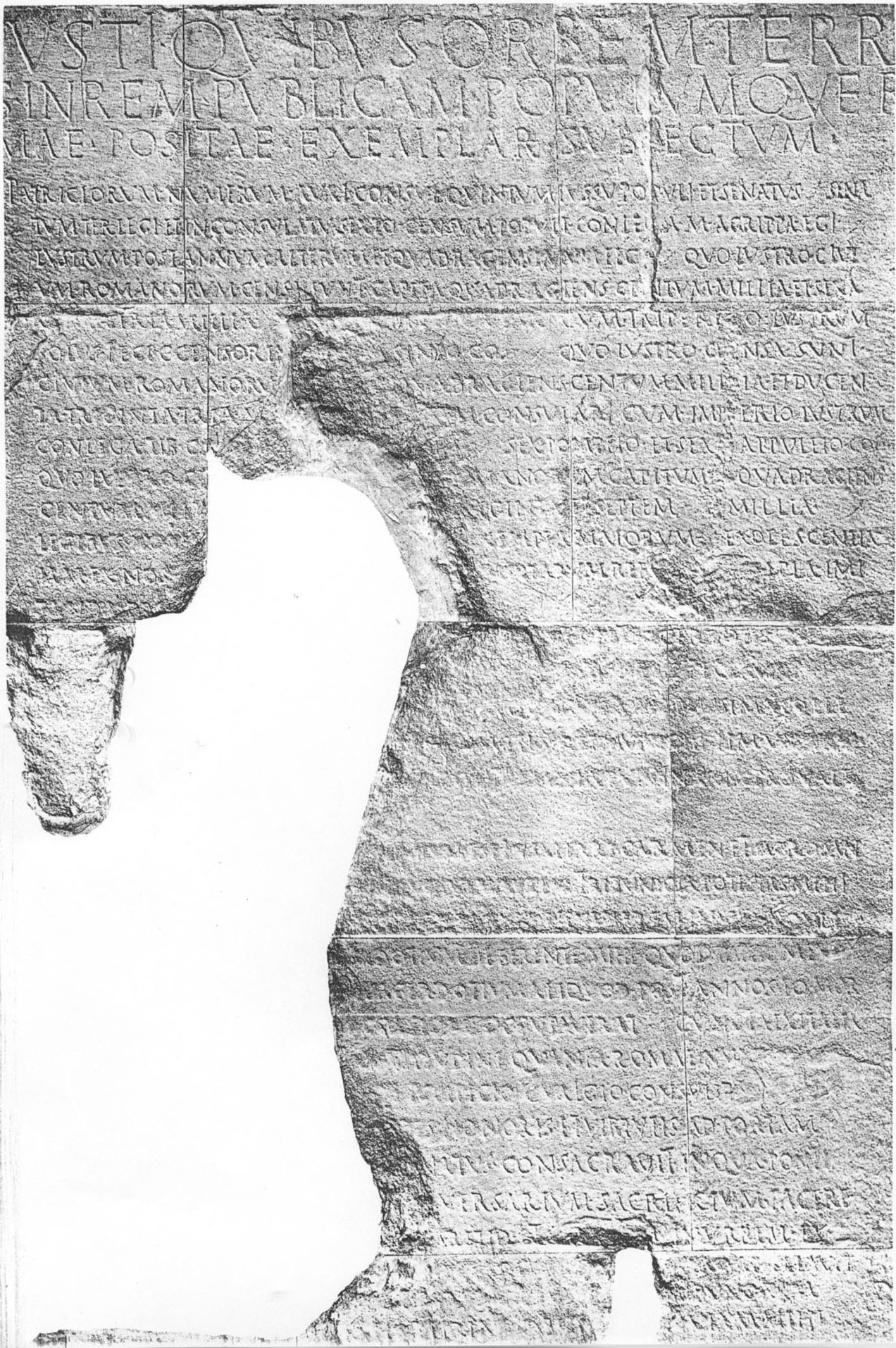
Partie de l'inscription des Res gestae diui Augusti gravée sur le monument d'Ancyre.

L'inscription a été découverte en 1555 par Ogier Ghislain de Busbecq, ambassadeur de l'empereur Ferdinand Ier de Habsbourg à Constantinople, qui la fit connaître en Occident par ses Lettres turques, ouvrage dans lequel il publie une partie de ses lectures de l'inscription.
Par la suite, de nombreux voyageurs en rapportèrent des copies. La première publication scientifique fut l'œuvre de Georges Perrot et Edmond Guillaume, qui avaient accompli en 1861 une mission d'exploration en Bithynie et Galatie.
L'inscription est double : texte latin et texte grec. Le texte latin, copie de l'original qui figurait sur deux piliers de bronze devant le mausolée d'Auguste à Rome, est gravé sur les deux murs intérieurs du pronaos et réparti sur six colonnes. La traduction grecque se trouve sur le mur extérieur gauche de la cella, divisée en dix-neuf colonnes.